# Кузин, Иван Борисович
Иван Борисович Кузин (20 октября 1917, Анжеро-Судженск — 25 июня 1986, Чита) — советский театральный актёр, народный артист РСФСР.

## Биография
Иван Борисович Кузин родился 20 октября 1917 года в Анжеро-Судженск Томской губернии (ныне Кемеровская область). В школе увлёкся театром, когда ученики сами ставили отдельные сцены и пьесы, с которыми выступали перед своими же товарищами. Играл в драматическом коллективе в Доме шахтёров, затем — в Доме культуры шахты №57. В 1935 году поступил в Новосибирское театральное училище.
В 1949—1986 годах выступал в Читинском областном драматическом театре. За почти 40 лет работы в театре сыграл более 150 ролей. В 1985 году стал первым народным артистом РСФСР театра. Активно участвовал в общественной работе, в творческих встречах, записывал радиоспектакли.
Умер 25 июня 1986 года.

### Семья
- Жена — актриса Мария Ивановна Дёгтева (1915—1985), заслуженная артистка РСФСР[1].

## Награды и премии
- Заслуженный артист РСФСР (11.02.1976).
- Народный артист РСФСР (13.11.1985).

## Работы в театре
- «Салика» С. Николаева — Чопай, Сармаев, Терей и Ози Кузи
- «Любовь Яровая» К. А. Тренёва — Колосов
- «Свадьба с приданым» Н. М. Дьяконова — Курочкин
- «Вас вызывает Таймыр» К. Ф. Исаева и А. А. Галича — Дюжиков
- «Товарищи офицеры» С. Табачникова — Бадмаев
- «Иркутская история» А. Н. Арбузова — Сергей
- «Баня» В. В. Маяковского — Понт-Кич
- «Дети Ванюшина» С. А. Найдёнова — Ванюшин
- «Плутни Скапена» Ж. Б. Мольера — Аргант
- «Банкрот» А. Н. Островского — Большов
- «Бесприданница» А. Н. Островского — Вожеватов
- «Зыковы» М. Горького — Хеверн

## Фильмография
- 1959 — Поднятая целина (2-я серия) — Нестеренко

## Память
- Мемориальная доска в Чите на доме по улице Чайковского, 4, где жил артист (художники Артём Декин и Юрий Белюсев)[2][3].